# Estnische Sprache
Estnisch (Eigenbezeichnung: eesti keel) ist eine flektierend-agglutinierende Sprache und gehört zum ostseefinnischen Zweig der Gruppe der finno-ugrischen Sprachen. Das Estnische ist eng mit dem Finnischen und dem 2013 ausgestorbenen Livischen verwandt. Eine entfernte Verwandtschaft besteht zum Ungarischen.
Estnisch ist die einzige Amtssprache der Republik Estland und wird dort von 950.000 Menschen gesprochen. Durch die historischen Ereignisse des 20. Jahrhunderts gibt es auch im Ausland estnische Gemeinden, die etwa 150.000 Sprecher zählen. Die Gesamtzahl der Sprecher des Estnischen als Muttersprache liegt damit bei rund 1,1 Millionen.
Der Sprachcode ist et bzw. est (nach ISO 639).

## Alphabet
Das estnische Alphabet verwendet die folgenden Buchstaben:
a, b, c, d, e, f, g, h, i, j, k, l, m, n, o, p, q, r, s, š, z, ž, t, u, v, w, õ, ä, ö, ü, x, y
Hierbei kommen die Buchstaben c, f, q, š, z, ž, w, x und y nur selten, entweder in Fremdwörtern oder fremden Namensgebungen, vor. (Alle gängigen Zeichen fett) Die Vokale a, e, i, o, u, ü, ä, ö und õ können alle in der ersten Silbe eines Wortes vorkommen, in der letzten sind aber nur noch die Vokale a, e, i, u, und in einigen Fremdwörtern o (metroo), möglich. Mit den Konsonanten g, b oder d beginnen nur Fremdwörter.

## Phonologie

### Vokale
Das Estnische besitzt 9 Monophthonge, die in drei Quantitätsstufen (kurz vs. lang vs. überlang) auftreten können. Die Quantität gilt hierbei als distinktives, also bedeutungsunterscheidendes Merkmal. Weiterhin gelten Lippenrundung (gerundet vs. ungerundet) und Zungenstellung (vorne vs. hinten) als distinktive Merkmale estnischer Vokale. Es gilt hierbei zu beachten, dass der für das Deutsche typische Einfluss der Quantität auf die Qualität entfällt. Während im Deutschen ein langer E-Laut [eː] in seiner kurzen Artikulation zu einem [ɛ] würde, bleibt im Estnischen die Qualität, also die Gespanntheit, erhalten, sodass [e] zu artikulieren ist.
|             | vorne      | vorne      | vorne    | vorne    | vorne    | vorne      | hinten     | hinten     | hinten   | hinten   | hinten   | hinten |
| ----------- | ---------- | ---------- | -------- | -------- | -------- | ---------- | ---------- | ---------- | -------- | -------- | -------- | ------ |
| ungerundet  | ungerundet | ungerundet | gerundet | gerundet | gerundet | ungerundet | ungerundet | ungerundet | gerundet | gerundet | gerundet |        |
| überlang    | lang       | kurz       | überlang | lang     | kurz     | überlang   | lang       | kurz       | überlang | lang     | kurz     |        |
| geschlossen | iː         | iˑ         | i        | yː       | yˑ       | y          |            |            |          | uː       | uˑ       | u      |
| mittel      | eː         | eˑ         | e        | øː       | øˑ       | ø          | ɤː         | ɤˑ         | ɤ        | oː       | oˑ       | o      |
| offen       | æː         | æˑ         | æ        |          |          |            | ɑː         | ɑˑ         | ɑ        |          |          |        |

Der Laut [ɤ], ein ungerundeter halbgeschlossener Hinterzungenvokal, graphematisch durch das Zeichen <õ> dargestellt, ist der gleiche Laut wie das bulgarische <ъ>; im Russischen existiert mit <ы> lediglich ein dazu ähnlicher Laut, der jedoch im Gegensatz zum Laut [ɤ] keinen Hinterzungenvokal, sondern einen Zentralvokal ([ɨ]) darstellt.
Je nach Zählweise umfasst das Estnische zwischen 19 und 36 Diphthonge. Die Differenzen ergeben sich aus der Frage, ob es sich bei den Lautverbindungen um verbundene oder verschmolzene Einzellaute handelt.
/ae/ɑe; /ai/ui; /au/ɑu; /ea/eɑ; /ei/ɑi; /eu/eu; /iu/iu; /oe/oe; /oi/oi; /ou/ou; /ui/ei; /õe/ɤe;
/õi/ɤi; /õu/ɤu;   /äe/æe; /äi/æi;   /äu/æu; /öi/øi;    /üi/yi
Diese Diphthonge werden um folgende, als losere Lautverbindungen zu betrachtende Diphthonge ergänzt:
/ie/; /öe/; /ao/; /eo/; /io/; /õo/; /äo/; /oa/; /õa/; /öa/
Als schwierig erweist sich jedoch die Filterung standardsprachlicher Diphthonge von jenen, die lediglich in dialektalen Varianten des Estnischen auftreten. Eine konsequente Betrachtung der letzteren Gruppe würde dazu führen, die zweite Liste der Diphthonge erweitern zu müssen.
1. ↑  
Hierbei handelt es sich strenggenommen um nur eine von mehreren Aussprachevarianten; dieses Zeichen kann im Bulgarischen auch noch als [ə] oder [ɐ] ausgesprochen werden.

### Konsonanten
Das Estnische hat 17 Konsonantenphoneme, die den Vokalen gleich in drei Quantitätsstufen (kurz vs. lang vs. überlang) auftreten können. Auch bei den Konsonanten gilt die Quantität als distinktiv und wird durch die Merkmale von artikulierendem Organ und Artikulationsstelle sowie der Artikulationsart ergänzt.
|               | bilabial | labio- dental | alveolar | alveolar palatalisiert | post- alveolar | palatal | velar | uvular |
| ------------- | -------- | ------------- | -------- | ---------------------- | -------------- | ------- | ----- | ------ |
| Plosive       | p        |               | t        | tʲ                     |                |         | k     |        |
| Nasale        | m        |               | n        | nʲ                     |                | (ŋ)     |       |        |
| Vibranten     |          |               | r        |                        |                |         |       |        |
| Frikative     |          | f v           | s        | sʲ                     | ʃ              |         |       | h      |
| Approximanten |          |               |          |                        |                | j       |       |        |
| Laterale      |          |               | l        | lʲ                     |                |         |       |        |

Die Laute ʒ und ʃ kommen jedoch lediglich in Fremdwörtern vor.
Auffälligkeiten ergeben sich auch im Hinblick auf die Plosive, die im Estnischen nicht aspiriert, also nicht behaucht werden. Diese gelten im Estnischen weiterhin als Varianten der Phoneme /p,t,k/. Darüber hinaus wird das Graphem <s> grundsätzlich stimmlos artikuliert.

### Akzentuierung
Im Estnischen liegt der Wortakzent grundsätzlich auf der ersten Silbe. Besonders fällt dies in Wörtern wie teater (deutsch: Theater) auf. Eine Ausnahme ist das Wort aitäh! (deutsch: danke!). Des Weiteren ist für Lehn- und Fremdwörter charakteristisch, dass die Akzentuierung der Ausgangssprache zumeist beibehalten wurde. Bei estnischen Wörtern kann zudem ein Nebenakzent auf der dritten oder einer anderen ungeraden Silbe liegen, was vor allem im Falle der zahlreichen Komposita deutlich wird.

## Grammatik
Das Estnische kennt keine grammatischen Geschlechter. In der dritten Person Singular wird für Personen beiderlei Geschlechts das Pronomen tema (Kurzform: ta) verwendet. Das heißt, dass zwischen Maskulinum und Femininum nicht unterschieden wird. Das gilt auch für Berufsbezeichnungen; so kann das estnische Wort õpetaja sowohl ‚Lehrerin‘ als auch ‚Lehrer‘ bedeuten.

### Substantive
Bezüglich der grammatischen Kategorie des Kasus unterscheidet man im Estnischen 14 Fälle. Bei der estnischen Sprache handelt es sich um eine Akkusativsprache, doch ist der Akkusativ als solcher nicht mehr zu erkennen. Wie auch im Finnischen ist der historische Akkusativ im Laufe der Sprachentwicklung lautgesetzlich mit dem Genitiv zusammengefallen. In der Tat spielen die estnischen Fälle, so viele es auch sind, für die Auszeichnung von Agens und Patiens keinerlei Rolle, dieselbe wird nur durch die Wortstellung und die Verbform bewerkstelligt.
Transitiv gebrauchte transitive Verben bereiten naturgemäß die kleinsten Probleme, die Reihenfolge lautet hier: Agens Verb Patiens. Intransitiv gebrauchte transitive Verben werden in der Grundform elliptisch, also sich auf einen obliquen Patiens beziehend, verstanden. Um das involvierte Substantiv selbst zum Patiens zu machen, es sozusagen in den Absolutiv zu setzen, wird der Verbstamm um „-u“ erweitert. Dies wird am folgenden Beispiel deutlich: muutma (ändern): ta muudab (er/sie/es ändert (irgendetwas)), ta muutub (er/sie/es ändert (sich)).
Ursprünglich intransitive Verben werden „absolutiv“ verstanden, das dem Verb vorangehende Substantiv ist also der Patiens. Diese können indes „transitiviert“ werden, mit der Bedeutung, dass irgendetwas dazu veranlasst wird, eine bestimmte Handlung zu vollführen, und anschließend wieder elliptisch gebraucht werden. Diese „Transitivierung“ geschieht durch eine Erweiterung des Verbstammes um „-ta“, wodurch im Estnischen der Kausativ gebildet wird: langema ((im Krieg) fallen): ta langeb (er/sie/es fällt (im Krieg)), ta langetab (er/sie/es fällt oder senkt (irgendetwas, aber vermutlich einen Baum oder den Kopf)).
Schließlich besitzt das Estnische auch die Möglichkeit, mit Hilfe von -ise (selbst) reflexive Konstruktionen zu bilden: Ma küsin endalt. (Ich frage mich.).
Bei dieser quasireflexiven Konstruktion liegt indes der Verdacht nahe, dass es sich dabei um einen Germanismus handelt, denn die zuvor beschriebene Sprachkonzeption zur Auszeichnung von Agens und Patiens kommt offensichtlich ohne reflexive Konstruktionen und Passivformen aus und ist in diesem Sinne als „ergativ gedacht“ zu bezeichnen.
| Kasus      | typische Endung (Sg./Pl.) | Beispiel (Sg./Pl.)                                               | Übersetzung                                                               |
| ---------- | --- | ---------------------------------------------------------------- | ------------------------------------------------------------------------- |
| Nominativ  | -/-d | maja/majad; sõber/sõbrad                                         | (das) Haus / (die) Häuser; (der) Freund / (die) Freunde                   |
| Genitiv    | Stammvokal/-de; -te | maja/majade; sõbra/sõprade, rahva/rahvaste                       | des Hauses/der Häuser; des Freundes/der Freunde; des Volkes/der Völker    |
| Partitiv   | -d; -t; Stammvokal/-sid; -id; -eid; Pluralstammvokal                                                                          | maja/majasid (auch maju); sõpra/sõpru (auch sõprasid)            | kontextabhängig                                                           |
| Illativ    | -sse; (Plural-)Stammvokal; bei bestimmten Worttypen kompensatorische Längung (Nom. maja – Ill. majja; Nom. jõgi – Ill. jõkke) | majja (auch majasse)/majadesse; sõbrasse (auch sõpra)/sõpradesse | ins Haus/in die Häuser; unüblich (übertr. an die Freunde (z. B. glauben)) |
| Inessiv    | -s | majas/majades; sõbras/sõprades                                   | im Haus/in den Häusern; in dem Freund/in den Freunden                     |
| Elativ     | -st | majast/majadest; sõbrast/sõpradest                               | aus dem Haus/aus den Häusern; unüblich                                    |
| Allativ    | -le | majale/majadele; sõbrale/sõpradele                               | auf das Haus/auf die Häuser; unüblich                                     |
| Adessiv    | -l | majal/majadel; sõbral/sõpradel                                   | auf dem Haus/auf den Häusern; auf dem Freund/auf den Freunden             |
| Ablativ    | -lt | majalt/majadelt; sõbralt/sõpradelt                               | vom Haus/von den Häusern; vom Freund/von den Freunden                     |
| Translativ | -ks | majaks/majadeks; sõbraks/sõpradeks                               | zum Haus/zu den Häusern (werden); zum Freund/zu Freunden (werden)         |
| Terminativ | -ni | majani/majadeni; sõbrani/sõpradeni                               | bis zum Haus/zu den Häusern; bis zum Freund/zu den Freunden               |
| Essiv      | -na | majana/majadena; sõbrana/sõpradena                               | als Haus/als Häuser; als Freund/als Freunde                               |
| Abessiv    | -ta | majata/majadeta; sõbrata/sõpradeta                               | ohne Haus/ohne Häuser; ohne Freund/ohne Freunde                           |
| Komitativ  | -ga | majaga/majadega; sõbraga/sõpradega                               | mit dem Haus/mit den Häusern; mit dem Freund/mit den Freunden             |

Anmerkungen: Die ersten drei Kasus (Nominativ, Genitiv, Partitiv) sind grammatische, alle weiteren jedoch semantische Kasus.
Des Weiteren gibt es Beispiele für Formen, die traditionell nicht zu den 14 Fällen gezählt werden wie den Instruktiv (jalgsi, „zu Fuß“; käsitsi, „von Hand“) oder den auf gleiche Weise gebildeten Prolativ (meritsi, „auf dem Seeweg“).
Ortsangaben
Gewöhnlich liest man davon, dass der Inessiv im Gegensatz zum Adessiv dann gebraucht werde, wenn etwas sich nicht an einer Seite von etwas, sondern in seinem Inneren befindet. Der Inessiv ähnelt jedoch sehr der Verwendung der Präposition „in“ im Deutschen, und von der gilt das vorige im Gegensatz zur Präposition „an“ auch keineswegs. Beispiel: „Ah, Günther ist wieder im Land.“ – was ja nicht heißt, dass Günther in der Erde steckte. Insbesondere fällt im Estnischen der Schnee ins und nicht aufs Land. Die Regel, soweit man davon sprechen kann, ist hier, dass Dinge, die nur in einem übertragenen Sinn ein Inneres haben, mit dem Adessiv gebraucht werden, z. B. an der Arbeit sein, und Dinge, die n-dimensional ausgedehnt gedacht werden, den Inessiv für ihr n-dimensional Inneres und den Adessiv für ihren (n−1)-dimensionalen Rand nach sich ziehen, wobei n aus {1,2,3}.
Allerdings befolgt das Estnische diese Regel flächiger als das Deutsche, wie z. B. den Handschuh in die Hand zu ziehen, das Hemd in den Rücken und die Mütze in den Kopf.

### Verben
Verben unterliegen im Estnischen den grammatischen Kategorien Modus, Tempus, Genus verbi, Person und Numerus.

#### Konjugation
Die folgende Tabelle zeigt die Konjugation estnischer Verben am Beispiel von kirjutama (schreiben) im Präsens, Indikativ:
| Person | Endung | Beispielwort   | Übersetzung     |
| ------ | ------ | -------------- | --------------- |
| 1. Sg. | -n     | (ma) kirjutan  | ich schreibe    |
| 2. Sg. | -d     | (sa) kirjutad  | du schreibst    |
| 3. Sg. | -b     | ta kirjutab    | er/sie schreibt |
| 1. Pl. | -me    | (me) kirjutame | wir schreiben   |
| 2. Pl. | -te    | (te) kirjutate | ihr schreibt    |
| 3. Pl. | -vad   | nad kirjutavad | sie schreiben   |

Präteritum:
Das Suffix, das das Präteritum markiert, wird zwischen den Stamm des ma-Infinitivs und die Personalendung eingefügt. In der Regel lautet das Suffix „-si“, es gibt jedoch die Ausnahmen „-s“ und „-is“*, die in der 3. Person Singular eingesetzt werden, da bei dieser Person im Präteritum die Personalendung entfällt. In der einfachen Vergangenheitsform entspricht die Personalendung der 3. Person Plural der der 2. Person Singular, also „-d“.
| Person | Suffix | Verb        | Übersetzung    |
| ------ | ------ | ----------- | -------------- |
| 1. Sg. | -si    | ma ootasin  | ich wartete    |
| 2. Sg. | -si    | sa ootasid  | du wartetest   |
| 3. Sg. | -s/-is | ta ootas    | er/sie wartete |
| 1. Pl. | -si    | me ootasime | wir warteten   |
| 2. Pl. | -si    | te ootasite | ihr wartetet   |
| 3. Pl. | -si    | nad ootasid | sie warteten   |

(Hasselblatt,1992, S. 171)
*„andma“ (geben): 3. Sg: ta andis („er/sie gab“)
Auch möglich ist die Bildung des Präteritums mit dem Suffix „-i“. Diese Form kommt vor allem bei Verben mit einsilbigem Stamm und langem Vokal am Ende vor, aber nicht ausschließlich.
| Person | Suffix | Verb     | Übersetzung  |
| ------ | ------ | -------- | ------------ |
| 1. Sg. | -i     | ma sain  | ich bekam    |
| 2. Sg. | -i     | sa said  | du bekamst   |
| 3. Sg. | -i     | ta sai   | er/sie bekam |
| 1. Pl. | -i     | me saime | wir bekamen  |
| 2. Pl. | -i     | te saite | ihr bekamt   |
| 3. Pl. | -i     | nad said | sie bekamen  |

(Hasselblatt, 1992, S. 172)
Perfekt:
Das Perfekt setzt sich im Estnischen aus 2 Bestandteilen zusammen: der flektierten Präsensform des Hilfsverbs „olema“ und dem „-nud“-Partizip des betreffenden Verbs.
| Person | Hilfsverb | Verb    | Übersetzung         |
| ------ | --------- | ------- | ------------------- |
| 1. Sg. | ma olen   | oodanud | ich habe gewartet   |
| 2. Sg. | sa oled   | oodanud | du hast gewartet    |
| 3. Sg. | ta on     | oodanud | er/sie hat gewartet |
| 1. Pl. | me oleme  | oodanud | wir haben gewartet  |
| 2. Pl. | te olete  | oodanud | ihr habt gewartet   |
| 3. Pl. | nad on    | oodanud | sie haben gewartet  |

(Hasselblatt, 1992, S. 147)
Plusquamperfekt:
Das Plusquamperfekt wird im Estnischen aus der flektierten Form des Hilfsverbs „olema“ im Präteritum und dem „-nud“-Partizip des betreffenden Verbes gebildet.
| Person | Hilfsverb | Verb    | Übersetzung          |
| ------ | --------- | ------- | -------------------- |
| 1. Sg. | ma olin   | lugenud | ich hatte gelesen    |
| 2. Sg. | sa olid   | lugenud | du hattest gelesen   |
| 3. Sg. | ta oli    | lugenud | er/sie hatte gelesen |
| 1. Pl. | me olime  | lugenud | wir hatten gelesen   |
| 2. Pl. | te olite  | lugenud | ihr hattet gelesen   |
| 3. Pl. | nad olid  | lugenud | sie hatten gelesen   |

(Hasselblatt, 1992, S. 161)
Futur:
Es gibt im Estnischen kein Suffix, das an Verben das Futur markiert. Um dennoch eine Handlung, die in der Zukunft stattfinden wird, zu beschreiben, wird das flektierte Verb im Präsens zusammen mit einem Temporaladverb oder einem Substantiv im Adessiv verwendet.
| 1)                      | Ta  | lähe-b    | esmaspäeval. |                            |
| 1)                      | 3SG | gehen-3SG | Montag-ADE   |                            |
| 1)                      | Er  | geht      | am_Montag    | (Hasselblatt, 1992, S. 48) |
| „Er wird Montag gehen.“ |     |           |              |                            |

Das Substantiv „Montag“ steht im Adessiv, der in diesem Beispiel der Temporalbestimmung dient und somit den futurischen Tatbestand ausdrückt.
Tabellarisch könnte man also die Bildung des Futurs so zusammenfassen:
| Person | Verb        | Temporaladverb/Substantiv im Adessiv | Übersetzung                     |
| ------ | ----------- | ------------------------------------ | ------------------------------- |
| 1. Sg. | ma tulen    | homme                                | ich werde morgen kommen         |
| 2. Sg. | sa tuled    | järgmisel nädalal                    | du wirst nächste Woche kommen   |
| 3. Sg. | ta läheb    | pärast                               | er/sie wird nachher gehen       |
| 1. Pl. | me loeme    | ülehomme                             | wir werden übermorgen lesen     |
| 2. Pl. | te loete    | teisipäeval                          | ihr werdet am Dienstag lesen    |
| 3. Pl. | nad lähevad | järgmisel kuul                       | sie werden nächsten Monat gehen |

Alternativ gibt es auch die Konstruktion mit „saama“ (bekommen, werden) und dem ma-Infinitiv des jeweiligen Verbs.
| 2)                                   | Elu    | saab        | seal        | raske | olema.    |                           |
| „Das Leben dort wird schwer werden.“ |        |             |             |       |           |                           |
| 3)                                   | See    | saa-b       | saa-b       | nii   | olema.    |                           |
| 3)                                   | Dieser | werden -3SG | werden -3SG | so    | sein.MINF | (Hasselblatt,1992, S. 48) |
| „Das wird so sein.“                  |        |             |             |       |           |                           |

Modus
Im Estnischen gibt es vier Modi des Verbs:
1. Indikativ (Wirklichkeitsform/Grundmodus)
2. Imperativ (Befehlsform)
3. Konditional (bedingte Form)
4. Modus obliquus (Abhängigkeitsform)

Indikativ:
Da der Indikativ den Grundmodus der Verben darstellt, finden sich die flektierten Formen in den jeweiligen Tempustabellen.
Imperativ:
Die Befehlsform kommt vor allem im Präsens vor, kann aber auch im Perfekt auftreten (dort jedoch fast ausschließlich in der 3. Person). Das Suffix für den Imperativ ist „-g-/-k-“, welches zwischen den Stamm des „-da“-Infinitivs und einer Personalendung eingefügt wird. Die Personalendungen sind „-em“ für die 1. Person Plural, „-e“ für die 2. Person Plural und „-u“ für die 3. Person. Die 1. Person Singular ist nicht im Imperativ vorhanden. Die 2. Person Singular bildet sich aus der 1. Person Indikativ Präsens, bei der die Personalendung „-n“ entfällt (z. B.: kirjutama à kirjutan à kirjuta! (‚zu schreiben‘ → ‚ich schreibe‘ → ‚schreib!‘)). Endet der da-Infinitiv des jeweiligen Verbs auf „-da“, wird das Suffix „-g-“ angehängt, bei der Endung „-ta“ das Suffix „-k-“.
| Person | Suffix  | Personalendung | Verb       | Übersetzung                           |
| ------ | ------- | -------------- | ---------- | ------------------------------------- |
| 1. Sg. | –       | –              | –          | –                                     |
| 2. Sg. | –       | –              | oota!      | warte!                                |
| 3. Sg. | -g-/-k- | -u             | kirjutagu! | schreibe sie/er!                      |
| 1. Pl. | -g-/-k- | -em            | oodakem!   | lasst uns warten!                     |
| 2. Pl. | -g-/-k- | -e             | näidake!   | zeigt, zeigen Sie!                    |
| 3. Pl. | -g-/-k- | -u             | mõtelgu!   | denken sie (doch)! sollen sie denken! |

(Hasselblatt, 1992, S. 67)
Es gilt zu beachten, dass bei manchen Verben im „-da“-Infinitiv das „-d“ oder „-t“ zum Stamm gehört, zum Beispiel bei „saata“ (zu schicken) oder „püüda“ (zu versuchen). Bei diesen und ähnlichen Verben entfällt das „a“ am Ende und das Suffix wird angehängt („saatke“ (‚schickt!‘), „püüdke“ (‚versucht!‘)).
Im Perfekt wird der Imperativ für die 3. Person gebildet, indem man die Befehlsform des Hilfsverbs mit dem „nud“-Partizip verbindet.
| Hilfsverb | Personalpronomen | Verb       | Übersetzung                       |
| --------- | ---------------- | ---------- | --------------------------------- |
| Olgu      | ta               | lugenud    | Möge sie gelesen haben!           |
| Olgu      | ta               | kirjutanud | Soll er (doch) geschrieben haben! |

(Hasselblatt, 1992, S. 69)
Konditional:
Die Bedingungsform kann sowohl im Präsens, als auch im Perfekt auftreten. Der Konditional wird ohne Hilfsverb gebildet. Zunächst wird die 1. Person Singular Indikativ Präsens des jeweiligen Verbs gebildet und dann die Personalendung „-n“ durch das Konditional-Suffix „-ks(-)“ ersetzt. An das Suffix werden dann die Personalendungen angefügt.
| Person | Suffix | Personalendung | Verb        | Übersetzung |
| ------ | ------ | -------------- | ----------- | ----------- |
| 1. Sg. | -ks(-) | n              | ma loeksin  | ich läse    |
| 2. Sg. | -ks(-) | d              | sa loeksid  | du läsest   |
| 3. Sg. | -ks    | –              | ta loeks    | er/sie läse |
| 1. Pl. | -ks(-) | me             | me loeksime | wir läsen   |
| 2. Pl. | -ks(-) | te             | te loeksite | ihr läset   |
| 3. Pl. | -ks(-) | d              | nad loeksid | sie läsen   |

(Hasselblatt, 1992, S. 100)
Eine alternative Übersetzung im Deutschen wäre die Konstruktion mit „würde“: „Ich würde lesen.“
Das Estnische kennt zudem eine Kurzform des Konditionals, bei der die Personalendung entfällt (wie bei der 3. Person Singular, siehe Tabelle) und daher zwingend das Personalpronomen zur Differenzierung einfordert.
Im Perfekt setzt sich dieser Modus aus dem Konditional von „olema“ (sein) und dem „-nud“-Partizip des betreffenden Verbs zusammen.
| Person | Personalpronomen | Hilfsverb | Verb   | Übersetzung           |
| ------ | ---------------- | --------- | ------ | --------------------- |
| 1. Sg. | mina             | oleksin   | söönud | ich hätte gegessen    |
| 2. Sg. | sina             | oleksid   | söönud | du hättest gegessen   |
| 3. Sg. | tena             | oleks     | söönud | er/sie hätte gegessen |
| 1. Pl. | meie             | oleksime  | söönud | wir hätten gegessen   |
| 2. Pl. | teie             | oleksite  | söönud | ihr hättet gegessen   |
| 3. Pl. | nemad            | oleksid   | söönud | sie hätten gegessen   |

(Hasselblatt, 1992, S. 101)
Modus obliquus:
Die Abhängigkeitsform wird in der Regel verwendet, wenn man sich über eine Handlung oder einen Zustand nicht eindeutig sicher ist. Sie findet vor allem in der geschriebenen Sprache und indirekter Rede Anwendung. Der Modus obliquus kommt im Präsens und Perfekt vor. Die sonst mehr oder weniger optionalen Personalpronomina müssen in der Abhängigkeitsform unbedingt genannt werden, da die Personalendungen in diesem Modus wegfallen.
| Person | Suffix | Verb        | Übersetzung                |
| ------ | ------ | ----------- | -------------------------- |
| 1. Sg. | -vat   | ma magavat  | ich schlafe (angeblich)    |
| 2. Sg. | -vat   | sa magavat  | du schläfst (angeblich)    |
| 3. Sg. | -vat   | ta magavat  | er/sie schläft (angeblich) |
| 1. Pl. | -vat   | me magavat  | wir schlafen (angeblich)   |
| 2. Pl. | -vat   | te magavat  | ihr schlaft (angeblich)    |
| 3. Pl. | -vat   | nad magavat | sie schlafen (angeblich)   |

Ebenso möglich sind Übersetzungen ins Deutsche wie:
„Ich soll wohl schlafen.“ oder „Man sagt, ich schlafe / dass ich schlafe.“
Im Perfekt bildet man den Modus obliquus mit dem „-nud“-Partizip des jeweiligen Verbs und der Präsensform des Modus obliquus des Hilfsverbs „olema“, das dem Vollverb vorangeht.
| Person | Personal-pronomen | Hilfsverb | Verb    | Übersetzung                  |
| ------ | ----------------- | --------- | ------- | ---------------------------- |
| 1. Sg. | ma                | olevat    | lugenud | ich habe angeblich gelesen   |
| 2. Sg. | sa                | olevat    | lugenud | du hast angeblich gelesen    |
| 3. Sg. | ta                | olevat    | lugenud | er/sie hat angeblich gelesen |
| 1. Pl. | me                | olevat    | lugenud | wir haben angeblich gelesen  |
| 2. Pl. | te                | olevat    | lugenud | ihr habt angeblich gelesen   |
| 3. Pl. | nad               | olevat    | lugenud | sie haben angeblich gelesen  |

(Hasselblatt, 1992, S. 115)
Kongruenz
Im Estnischen stimmen Subjekt und Prädikat für gewöhnlich in Person und Numerus überein. Bei Subjekten, die aus mehreren Gliedern bestehen, wobei eines der Glieder ein Personalpronomen ist, stimmt das Prädikat hinsichtlich der Person überein.
| 1)                               | Epp  | ja  | mina | läks-i-me      | koju.          |                             |
| 1)                               | Epp  | und | 1SG  | gehen-PAST-1PL | nach.Hause.ADV | (Hasselblatt, 1992, S. 103) |
| „Epp und ich gingen nach Hause.“ |      |     |      |                |                |                             |
| 2)                               | sina | ja  | Tõnu | lähe-te        | ära.           |                             |
| 2)                               | 2SG  | und | Tõnu | gehen-2PL      | weg            | (Hasselblatt, 1992, S. 103) |
| „Du und Tõnu gehen weg.“         |      |     |      |                |                |                             |

Bei zwei handelnden Personen, die nicht in einem mehrgliedrigen Subjekt zusammengefasst sind, findet Numerus-Kongruenz statt. Es kann dabei entweder Singular oder Plural verwendet werden.
Beispiele:
| 3a) | mina | läks-i-n        | ema-ga     | koju.          |                             |
| 3a) | 1Sg  | gehen-PAST-1Sg  | Mutter-COM | nach.Hause.ADV | (Hasselblatt, 1992, S. 103) |
| „Ich ging mit Mutter nach Hause.“                                                                                      |      |                 |            |                |                             |
| 3b) | meie | läks-i-me       | emaga      | koju.          |                             |
| 3b) | 1PL  | gehen-PAST-1PL  | Mutter-COM | nach.Hause.ADV | (Hasselblatt, 1992, S. 103) |
| „Wir gingen mit Mutter nach Hause.“                                                                                    |      |                 |            |                |                             |
| Der Satz wird sinngemäß jedoch wie 3a) übersetzt. Es ist also eher: „Wir, Mutter und ich, gingen nach Hause.“ gemeint. |      |                 |            |                |                             |
| 4a) | sina | tul-i-d         | isa-ga     | koos.          |                             |
| 4a) | 2SG  | kommen-PAST-2SG | Vater-COM  | gemeinsam.ADV  | (Hasselblatt, 1992, S. 103) |
| „Du kamst gemeinsam mit Vater.“                                                                                        |      |                 |            |                |                             |
| 4b) | te   | tul-i-te        | isa-ga     | koos.          |                             |
| 4b) | 2PL  | kommen-PAST-2PL | Vater-COM  | gemeinsam.ADV  | (Hasselblatt, 1992, S. 103) |
| „Ihr kamt gemeinsam mit Vater.“                                                                                        |      |                 |            |                |                             |
| Wie in 3b), die Bedeutung des Satzes entspricht der Konstruktion: „Ihr, du und Vater, kamt gemeinsam.“                 |      |                 |            |                |                             |

In Existentialsätzen, bei denen das Subjekt im Partitiv Plural steht, findet keine Numerus-Kongruenz zwischen Subjekt und Prädikat statt.
| 5)                                                           | siin-gi   | lei-d-u-s            | inimes-i        |                                 |                |                    |
| 5)                                                           | hier-MP   | finden-PAST-REFL-3SG | Mensch-PL.PART. | (Hasselblatt, 1992, S. 43, 103) |                |                    |
| „auch hier fanden sich Menschen“                             |           |                      |                 |                                 |                |                    |
| 6)                                                           | Aias      | oli                  | /               | kasvas                          | lilli.         |                    |
| 6)                                                           | garden:IN | be:PAST.3SG          | /               | grow:PAST.3SG                   | flower.PL.PART | (Erelt, 2009, S.7) |
| lit. ‘There were / were growing some flowers in the garden.’ |           |                      |                 |                                 |                |                    |

Aspekt
Im Estnischen gibt es keine spezifische morphologische Kennzeichnung für diese Kategorie. Aspekt wird stattdessen durch die Wahl des Objektkasus ausgedrückt oder durch das Anfügen von Partikeln an Verben.
| 6)                                                                                              | näg-i-n        | sel-le         | ära |                            |
| 6)                                                                                              | sehen-PAST-1SG | dieser-GEN/ACC | weg | (Hasselblatt, 1992, S. 23) |
| ich sah diesen weg                                                                              |                |                |     |                            |
| „ich durchschaute das / mir wurde klar“ – es findet Perfektivierung statt bzw. Resultativierung |                |                |     |                            |

#### Verneinung
Die Verneinung ist im Estnischen der des Finnischen ähnlich. Beide Sprachen haben sich jedoch aus gemeinsamen Wurzeln unterschiedlich entwickelt. Während die Verneinung im Finnischen mithilfe eines Verneinungsverbs gebildet wird, ist dieses zwar im Estnischen auch vorhanden, jedoch nicht konjugierbar, sodass in der einschlägigen Literatur häufig auch von einer Verneinungspartikel, die man als ein Äquivalent zum deutschen „nicht“ betrachten kann, gesprochen wird. Mit deren Hilfe erfolgt die Verneinung wie am Verb mängima (deutsch: „spielen“) dargestellt:
Präsens: ei + Präsensstamm
- mina ei mängi
- sina ei mängi
- tema ei mängi
- meie ei mängi
- teie ei mängi
- nemad ei mängi

Präteritum: ei + nud-Partizip
- mina ei mänginud
- sina ei mänginud
- tema ei mänginud

- meie ei mänginud
- teie ei mänginud
- nemad ei mänginud

Perfekt: ei + Präsensstamm von olla + nud-Partizip
- mina ei ole mänginud
- sina ei ole mänginud
- tema ei ole mänginud
- meie ei ole mänginud
- teie ei ole mänginud
- nemad ei ole mänginud

Plusquamperfekt: Das Hilfsverb steht ebenfalls im „-nud“-Partizip.
| Person | Personal-pronomen | Negations-partikel | Hilfsverb | Verb     | Übersetzung               |
| ------ | ----------------- | ------------------ | --------- | -------- | ------------------------- |
| 1. Sg. | ma                | ei                 | olnud     | näinud   | ich hatte nicht gesehen   |
| 2. Sg. | sa                | ei                 | olnud     | vaadanud | du hattest nicht geschaut |
| 3. Sg. | ta                | ei                 | olnud     | teinud   | er/sie hatte nicht getan  |
| 1. Pl. | me                | ei                 | olnud     | nutnud   | wir hatten nicht geweint  |
| 2. Pl. | te                | ei                 | olnud     | lugenud  | ihr hattet nicht gelesen  |
| 3. Pl. | nad               | ei                 | olnud     | oodanud  | sie hatten nicht gewartet |

Bei der Negation des Imperativs (aus dem Befehl wird ein Verbot) wird ein spezielles Verneinungsverb genutzt. Die Endungen bei diesem Verneinungsverb sind dieselben wie im Imperativ Präsens, es gibt auch hier wieder keine Form der 1. Person Singular. Wie auch die Negationspartikel „ei“, geht das Verneinungsverb dem jeweiligen Vollverb (Imperativform + Personalendung) voran. Es können sich jedoch andere Konstituenten zwischen den beiden Verben befinden.
| Person | Suffix | Personal-endung | Verneinungs-verb | Verb     | Übersetzung            |
| ------ | ------ | --------------- | ---------------- | -------- | ---------------------- |
| 1. Sg. | –      | –               | –                | –        | –                      |
| 2. Sg. | –      | –               | ära              | loe!     | lies nicht!            |
| 3. Sg. | -g-    | -u              | ärgu             | lugegu!  | lese sie/er nicht!     |
| 1. Pl. | -g-    | -em             | ärgem            | lugegum! | lasst uns nicht lesen! |
| 2. Pl. | -g-    | -e              | ärge             | lugege!  | lest, lesen Sie nicht! |
| 3. Pl. | -g-    | -u              | ärgu             | lugegu!  | mögen sie nicht lesen! |

(Hasselblatt, 1992, S. 69)
Die Struktur ei ole wird im Präsens auch dazu genutzt, Aussagen bzw. deren Teile zu verneinen:
- Must ei ole valge. (Deutsch: „Schwarz ist nicht weiß.“, wörtlich: „Schwarz nicht sein weiß.“)
- Allan ei ole kodus. (Deutsch: „Allan ist nicht zu Hause.“, wörtlich: „Allan nicht sein zu Hause.“)

Ei ole wird im Estnischen auch oft in seiner Kurzform pole gebraucht:
- Allan pole kodus.

Ein zweites Äquivalent zum deutschen „nicht“ ist das estnische Wort mitte. Während es einerseits, wie im ersten der folgenden Beispielsätze, den Charakter einer Konjunktion annehmen kann, um eine Gegenüberstellung auszudrücken, liegt eine häufige Gebrauchsform auch in Imperativsätzen ohne Prädikat:
- Allan on tööl, mitte kodus. (Deutsch: „Allan ist an der Arbeit, nicht zu Hause.“)
- Mitte nii kõvasti! (Deutsch: „Nicht so hart!“)

### Wortstellung

#### Grundwortstellung auf Satz- und Phrasenebene
Es gibt in estnischen Hauptsätzen zwei verschiedene Grundwortstellungen, die beide gleich frequent auftreten. Es wird zwischen dem normalen und dem inversen Satz unterschieden.
Die Grundwortstellung im normalen Satz ist SVX (Subjekt – Verb – nicht-Subjekt).
| (1) | Jaan               | söö-b              | suppi.             |                     |
| (1) | Jaan               | isst-3SG           | Suppe.PART         |                     |
| (1) | „Jaan isst Suppe.“ | „Jaan isst Suppe.“ | „Jaan isst Suppe.“ | (Erelt, 2009, p. 6) |

Im inversen Satz ist die Grundwortstellung dagegen XVS (nicht-Subjekt – Verb – Subjekt).
Ein solcher Satz wird normalerweise mit einem Adverb oder in Ausnahmen mit einem Objekt eingeleitet. Existentielle Sätze werden durch ein Adverbial der Zeit oder des Ortes eingeführt. Diese Adverbiale erfüllen einen beschreibenden beziehungsweise präsentierenden Zweck.
| (2) | Aia-s                       | ol-i-d                      | kasva-s-id                  | lilled.                     |                     |
| (2) | Garten-IN                   | sein-PAST-3PL               | wachsen-PAST-3PL            | Blume.PL.NOM                |                     |
| (2) | „Blumen wuchsen im Garten.“ | „Blumen wuchsen im Garten.“ | „Blumen wuchsen im Garten.“ | „Blumen wuchsen im Garten.“ | (Erelt, 2009, p. 7) |

| (3) | Klaasi-s                          | ol-i                              | /                                 | lok-s-us                          | vesi.                             |                     |
| (3) | Glas-IN                           | sein-PAST.3SG                     | /                                 | fließen-PAST-3SG                  | Wasser                            |                     |
| (3) | „Etwas Wasser floss in das Glas.“ | „Etwas Wasser floss in das Glas.“ | „Etwas Wasser floss in das Glas.“ | „Etwas Wasser floss in das Glas.“ | „Etwas Wasser floss in das Glas.“ | (Erelt, 2009, p. 7) |

Die meisten Modifizierer, wie beispielsweise auch Adjektive werden Substantiven, die sie beschreiben, in der Regel vorangestellt. Dem Substantiv nachgestellte Modifizierer nehmen zumeist die grammatische Funktion eines Adverbials ein.
| (4) | huvitav                     | raamat                      |                       |
| (4) | interessant                 | Buch                        |                       |
| (4) | „ein/das interessante Buch“ | „ein/das interessante Buch“ | (Norris, 2018, p. 23) |
| (5) | sõit                        | linna                       |                       |
| (5) | Fahrt                       | zur.Stadt:ADV               |                       |
| (5) | „die Fahrt in die Stadt“    | „die Fahrt in die Stadt“    | (Erelt, 2009, p. 18)  |

Auch Genitive gehen im Estnischen dem Substantiv voran. Ebenso treten Adjektive im Satz hinter Genitiven auf.
| (6) | Peet-ri              | vana                 | maja                 |                      |
| (6) | Peeter-GEN           | alt                  | Haus                 |                      |
| (6) | „Peeters altes Haus“ | „Peeters altes Haus“ | „Peeters altes Haus“ | (Norris, 2018, p. 4) |

Das Estnische verfügt über keine definiten und indefiniten Artikel. Daher wird Definitheit durch das Demonstrativpronomen see und Indefinitheit durch das Pronomen üks ausgedrückt.
| (7) | See                                                   | elu                                                   | on                                                    | vaid                                                  | vaev                                                  | ja                                                    | viletsus.                                             |                      |
| (7) | das                                                   | Leben                                                 | sein.3SG                                              | nur                                                   | Schwierigkeit                                         | und                                                   | Leid                                                  |                      |
| (7) | „Das Leben besteht nur aus Schwierigkeiten und Leid.“ | „Das Leben besteht nur aus Schwierigkeiten und Leid.“ | „Das Leben besteht nur aus Schwierigkeiten und Leid.“ | „Das Leben besteht nur aus Schwierigkeiten und Leid.“ | „Das Leben besteht nur aus Schwierigkeiten und Leid.“ | „Das Leben besteht nur aus Schwierigkeiten und Leid.“ | „Das Leben besteht nur aus Schwierigkeiten und Leid.“ | (Erelt, 2009, p. 18) |

| (8) | Siia                                              | pidi                                              | üks maja                                          | tulema.                                           |                                                   |                                                   |                                                   |                      |
| (8) | hier.ILL                                          | müssen.PAST.3SG                                   | ein Haus                                          | kommen:mINF                                       |                                                   |                                                   |                                                   |                      |
| (8) | „Es wird gesagt, dass hier ein Haus gebaut wird.“ | „Es wird gesagt, dass hier ein Haus gebaut wird.“ | „Es wird gesagt, dass hier ein Haus gebaut wird.“ | „Es wird gesagt, dass hier ein Haus gebaut wird.“ | „Es wird gesagt, dass hier ein Haus gebaut wird.“ | „Es wird gesagt, dass hier ein Haus gebaut wird.“ | „Es wird gesagt, dass hier ein Haus gebaut wird.“ | (Erelt, 2009, p. 18) |

Sowohl Präpositionen als auch Postpositionen sind im Estnischen möglich und werden genutzt. Einige P-Positionen können sogar sowohl als Prä- als auch als Postposition verwendet werden.
| (9)   | a. | vastu             | lauda             |                      |
| (9)   | a. | gegen             | Tisch             |                      |
|       | b. | lauda             | vastu             |                      |
| Tisch | b. | gegen             |                   |                      |
|       |    | „gegen den Tisch“ | „gegen den Tisch“ | (Erelt, 2009, p. 20) |

In nicht-negierten deklarativen Hauptsätzen wird das Verb stets an zweiter Stelle platziert. Dies lässt schließen, dass estnische Hauptsätze der Verbzweitstellung folgen. Allerdings kann das Verb bei Negationen, die nicht mit dem Subjekt beginnen (10), bei Fragesätzen (11) sowie in einigen Nebensätzen (12) ans Ende des Satzes gestellt werden.
| (10) | Täna                                           | ajalehed                                       | ei                                             | ilmunud.                                       |                      |
| (10) | heute                                          | Zeitung.PL                                     | NEG                                            | auftauchen:NEGV.PPTC                           |                      |
| (10) | „Heute wurden keine Zeitungen veröffentlicht.“ | „Heute wurden keine Zeitungen veröffentlicht.“ | „Heute wurden keine Zeitungen veröffentlicht.“ | „Heute wurden keine Zeitungen veröffentlicht.“ | (Erelt, 2009, p. 17) |

| (11) | Kuidas                                               | te                                                   | hommikul                                             | nii                                                  | ruttu                                                | siia                                                 | jõud-si-te?                                          |                      |
| (11) | wie                                                  | 2SG                                                  | morgen:AD                                            | so                                                   | schnell                                              | hier.ILL                                             | kommen:PAST-2PL                                      |                      |
| (11) | „Wie bist du so schnell am Morgen hierher gekommen?“ | „Wie bist du so schnell am Morgen hierher gekommen?“ | „Wie bist du so schnell am Morgen hierher gekommen?“ | „Wie bist du so schnell am Morgen hierher gekommen?“ | „Wie bist du so schnell am Morgen hierher gekommen?“ | „Wie bist du so schnell am Morgen hierher gekommen?“ | „Wie bist du so schnell am Morgen hierher gekommen?“ | (Erelt, 2009, p. 15) |

| (12) | Ma                                                 | tunne-n                                            | seda                                               | mees-t,                                            | kellega                                            | Jaan                                               | rää-k-is.                                          |                      |
| (12) | 1SG                                                | kennen-1SG                                         | dieser:PART                                        | Mann-PART                                          | REL:COM                                            | Jaan                                               | sprechen-PAST-3SG                                  |                      |
| (12) | „Ich kenne den Mann, mit dem Jaan gesprochen hat.“ | „Ich kenne den Mann, mit dem Jaan gesprochen hat.“ | „Ich kenne den Mann, mit dem Jaan gesprochen hat.“ | „Ich kenne den Mann, mit dem Jaan gesprochen hat.“ | „Ich kenne den Mann, mit dem Jaan gesprochen hat.“ | „Ich kenne den Mann, mit dem Jaan gesprochen hat.“ | „Ich kenne den Mann, mit dem Jaan gesprochen hat.“ | (Erelt, 2009, p. 15) |

Wenn das Verb an den Satzanfang gestellt wird, wird damit eine bestimmte Bedeutung ausgedrückt, wie beispielsweise eine Frage (13), ein Imperativsatz (14) oder aber ein Ereignis, das in der Vergangenheit liegt (15).
| (13) | On                     | ema                    | kodu-s?                |                      |
| (13) | sein.3SG               | Mutter                 | zu.Hause-IN            |                      |
| (13) | „Ist Mutter zu Hause?“ | „Ist Mutter zu Hause?“ | „Ist Mutter zu Hause?“ | (Erelt, 2009, p. 15) |

| (14) | Käi                             | sa                              | vahepeal                        | kodu-s                          | ära!                            |                      |
| (14) | gehen.IMP.2SG                   | 2SG                             | währenddessen                   | nach.Hause-IN                   | weg                             |                      |
| (14) | „Geh währenddessen nach Hause!“ | „Geh währenddessen nach Hause!“ | „Geh währenddessen nach Hause!“ | „Geh währenddessen nach Hause!“ | „Geh währenddessen nach Hause!“ | (Erelt, 2009, p. 15) |

| (15) | Istu-n                                                            | mina                                                              | eile                                                              | oma                                                               | kabineti-s                                                        | ja                                                                | kirjuta-n                                                         | aruanne-t.                                                        |                      |
| (15) | sitzen-1SG                                                        | 1SG                                                               | gestern                                                           | eigen                                                             | Büro-IN                                                           | und                                                               | schreiben-1SG                                                     | Bericht-PART                                                      |                      |
| (15) | „Gestern saß ich in meinem eigenen Büro und schrieb den Bericht.“ | „Gestern saß ich in meinem eigenen Büro und schrieb den Bericht.“ | „Gestern saß ich in meinem eigenen Büro und schrieb den Bericht.“ | „Gestern saß ich in meinem eigenen Büro und schrieb den Bericht.“ | „Gestern saß ich in meinem eigenen Büro und schrieb den Bericht.“ | „Gestern saß ich in meinem eigenen Büro und schrieb den Bericht.“ | „Gestern saß ich in meinem eigenen Büro und schrieb den Bericht.“ | „Gestern saß ich in meinem eigenen Büro und schrieb den Bericht.“ | (Erelt, 2009, p. 16) |

#### Negation
Im Estnischen wird eine Negation üblicherweise durch die Negationspartikel ei (vgl. (10)) ausgedrückt, welche dem Verb vorangestellt wird.
In imperativen oder jussiven Sätzen hingegen wird eine Negation durch das Negationsverb ära ausgedrückt (16).
| (16) | Ära                  | homme                | tu-l-e!              |                      |
| (16) | IMPNEG               | morgen               | kommen-IMP-2SG       |                      |
| (16) | „Komm morgen nicht!“ | „Komm morgen nicht!“ | „Komm morgen nicht!“ | (Erelt, 2009, p. 17) |

Wenn nur eine Konstituente verneint wird, also nur ein bestimmter Teil eines Satzes, wird diese durch Emphasis ausgedrückt und manchmal auch durch die Negationspartikel mitte, welche direkt vor der zu verneinenden Konstituente platziert wird (17).
Diese wird ebenfalls verwendet, wenn eine Negation in einem infinitiven Satz auftritt (18).
| (17) | Mind                                 | ei                                   | häiri                                | (mitte)                              | miski.                               |                      |
| (17) | 1SG:PART                             | NEG                                  | stören.NEGV                          | (NEG)                                | etwas                                |                      |
| (17) | „Nichts kann mich stören.“           | „Nichts kann mich stören.“           | „Nichts kann mich stören.“           | „Nichts kann mich stören.“           | „Nichts kann mich stören.“           | (Erelt, 2009, p. 17) |
| (18) | Palu-n                               | teid                                 | mitte                                | karjuda!                             |                                      |                      |
| (18) | bitten-1SG                           | 2SG:PART                             | NEG                                  | schreien:dINF                        |                                      |                      |
| (18) | „Ich bitte dich, nicht zu schreien.“ | „Ich bitte dich, nicht zu schreien.“ | „Ich bitte dich, nicht zu schreien.“ | „Ich bitte dich, nicht zu schreien.“ | „Ich bitte dich, nicht zu schreien.“ | (Erelt, 2009, p. 17) |

#### Bildung von Fragen
Bei der Bildung von Fragesätzen muss in Entscheidungsfragen und Inhaltsfragen unterschieden werden. Eine Entscheidungsfrage zeichnet sich dadurch aus, dass sie sich mit ja oder nein beantworten lässt. Eine solche Frage wird im Estnischen durch die Voranstellung der sogenannten Fragepartikel kas gebildet.

| (19) | Kas                           | sa                            | tule-d                        | täna                          | koju?                         |                      |
| (19) | QP                            | 2SG                           | kommen-2SG                    | heute                         | nach.Hause.ILL                |                      |
| (19) | „Kommst du heute nach Hause?“ | „Kommst du heute nach Hause?“ | „Kommst du heute nach Hause?“ | „Kommst du heute nach Hause?“ | „Kommst du heute nach Hause?“ | (Erelt, 2009, p. 16) |

Bei negierten Fragen (20) wird die Fragepartikel ega verwendet. Steht das Verb an erster Stelle (21) oder gibt es eine steigende Intonation (22), so wird keine Fragepartikel verwendet. In gesprochener Sprache findet auch die Partikel või seine Verwendung (23).
| (20) | Ega                                 | sa                                  | (ei)                                | tule                                | täna                                | koju?                               |                      |
| (20) | NEGQ                                | 2SG                                 | (NEG)                               | kommen.NEGV                         | heute                               | nach.Hause.ILL                      |                      |
| (20) | „Kommst du heute nicht nach Hause?“ | „Kommst du heute nicht nach Hause?“ | „Kommst du heute nicht nach Hause?“ | „Kommst du heute nicht nach Hause?“ | „Kommst du heute nicht nach Hause?“ | „Kommst du heute nicht nach Hause?“ | (Erelt, 2009, p. 16) |
| (21) | On                                  | sul                                 | täna                                | aega?                               |                                     |                                     |                      |
| (21) | sein.3SG                            | 2SG:AD                              | heute                               | Zeit.PART                           |                                     |                                     |                      |
| (21) | „Hast du heute Zeit?“               | „Hast du heute Zeit?“               | „Hast du heute Zeit?“               | „Hast du heute Zeit?“               | „Hast du heute Zeit?“               | „Hast du heute Zeit?“               | (Erelt, 2009, p. 16) |
| (22) | Sa                                  | armasta-d                           | mind?                               |                                     |                                     |                                     |                      |
| (22) | 2SG                                 | lieben-2SG                          | 1SG:PART                            |                                     |                                     |                                     |                      |
| (22) | „Liebst du mich?“                   | „Liebst du mich?“                   | „Liebst du mich?“                   | „Liebst du mich?“                   | „Liebst du mich?“                   | „Liebst du mich?“                   | (Erelt, 2009, p. 16) |
| (23) | Ta                                  | lä-k-s                              | ära                                 | või?                                |                                     |                                     |                      |
| (23) | 3SG                                 | gehen-PAST-3SG                      | weg                                 | oder                                |                                     |                                     |                      |
| (23) | „Sie/Er ist weggegangen, oder?“     | „Sie/Er ist weggegangen, oder?“     | „Sie/Er ist weggegangen, oder?“     | „Sie/Er ist weggegangen, oder?“     | „Sie/Er ist weggegangen, oder?“     | „Sie/Er ist weggegangen, oder?“     | (Erelt, 2009, p. 16) |

Inhaltsfragen zeichnen sich dadurch aus, dass sie nicht mit ja oder nein beantwortet werden können, sondern ihre Beantwortung eine ganze Aussage fordert. Inhaltsfragen werden im Estnischen mit vorangestellten Fragepronomina und -proadverbien gebildet.
| (24) | Kes               | sa                | ole-d?            |                      |  |
| (24) | wer               | 2SG               | sein-2SG          |                      |  |
| (24) | „Wer bist du?“    | „Wer bist du?“    | „Wer bist du?“    | (Erelt, 2009, p. 16) |  |
| (25) | Kuhu              | te                | lähe-te?          |                      |  |
| (25) | wohin             | 2PL               | gehen-2PL         |                      |  |
| (25) | „Wohin geht ihr?“ | „Wohin geht ihr?“ | „Wohin geht ihr?“ | (Erelt, 2009, p. 16) |  |

#### Wortstellung im Nebensatz
In Nebensätzen tritt das Verb im Estnischen meist in finaler Position auf. Allerdings finden sich auch Beispiele, in denen das Verb an der zweiten Stelle des Satzes platziert wird.
| (26) | … kui                                               | lapse-d                                             | lõpuks                                              | supi                                                | ära                                                 | söö-vad                                             |                      |
| (26) | …wenn                                               | Kind-PL                                             | endlich                                             | Suppe.GEN                                           | weg                                                 | essen-3PL                                           |                      |
| (26) | „… wenn die Kinder endlich die Suppe essen werden.“ | „… wenn die Kinder endlich die Suppe essen werden.“ | „… wenn die Kinder endlich die Suppe essen werden.“ | „… wenn die Kinder endlich die Suppe essen werden.“ | „… wenn die Kinder endlich die Suppe essen werden.“ | „… wenn die Kinder endlich die Suppe essen werden.“ | (Ehala, 2006, p. 64) |
| (27) | … et                                                | lapse-d                                             | söö-vad                                             | täna                                                | suppi.                                              |                                                     |                      |
| (27) | …dass                                               | Kind-PL                                             | essen-3PL                                           | heute                                               | Suppe.PART                                          |                                                     |                      |
| (27) | „…dass die Kinder heute Suppe essen werden.“        | „…dass die Kinder heute Suppe essen werden.“        | „…dass die Kinder heute Suppe essen werden.“        | „…dass die Kinder heute Suppe essen werden.“        | „…dass die Kinder heute Suppe essen werden.“        | „…dass die Kinder heute Suppe essen werden.“        | (Ehala, 2006, p. 64) |

#### Wortstellungsvariabilität
Viitso (1998) zufolge liegen den verschiedenen Wortstellungen im Estnischen die aus der Informationsstruktur bekannten Begriffe Topik (was schon bekannt ist, das Thema) und Fokus (was neu ist, das Rhema) zugrunde. An den Beginn des Satzes wird das topikalisierte Element gestellt, das heißt das Element, welches das Thema des Satzes ausdrückt. Das fokussierte Element kann entweder in satzfinaler Position stehen oder bekommt die Hauptbetonung des Satzes.
Dieser Prozess der Wortumstellung durch Fokussierung und Topikalisierung kann in den Beispielen (28 a-c) gut beobachtet werden. In (28a) liegt die Normalwortstellung SVX vor. In (28b) wird die Wortstellung dadurch verändert, dass tulust topikalisiert und damit an den Anfang des Satzes geschoben wird. In (28c) wiederum wird kulud topikalisiert und findet sich daher nun in satzinitialer Position, während der Fokus tulust am Satzende platziert wird. Trotzdem behalten alle Satzelemente ihre grammatische Funktion wie in der Grundwortstellung.
| (28)                                     | a.                                       | Ma                                       | lahuta-n                                 | tulu-st                                  | kulu-d.                                  |                        |
| (28)                                     | a.                                       | ich                                      | löschen-1SG                              | Einkommen-ELA                            | Ausgabe-PL                               |                        |
| (28)                                     | a.                                       | „Ich lösche die Ausgaben vom Einkommen.“ | „Ich lösche die Ausgaben vom Einkommen.“ | „Ich lösche die Ausgaben vom Einkommen.“ | „Ich lösche die Ausgaben vom Einkommen.“ | (Viitso, 1998, p. 143) |
|                                          | b.                                       | Tulu-st                                  | ma                                       | lahuta-n                                 | kulu-d                                   |                        |
| Einkommen-ELA                            | b.                                       | ich                                      | löschen-1SG                              | Ausgabe-PL                               |                                          |                        |
| „Vom Einkommen lösche ich die Ausgaben.“ | „Vom Einkommen lösche ich die Ausgaben.“ | „Vom Einkommen lösche ich die Ausgaben.“ | „Vom Einkommen lösche ich die Ausgaben.“ | (Viitso, 1998, p. 144)                   |                                          |                        |
|                                          | c.                                       | Kulu-d                                   | ma                                       | lahuta-n                                 | tulu-st.                                 |                        |
| expense-PL                               | c.                                       | ich                                      | löschen-1SG                              | Einkommen-ELA                            |                                          |                        |
| „Die Ausgaben lösche ich vom Einkommen.“ | „Die Ausgaben lösche ich vom Einkommen.“ | „Die Ausgaben lösche ich vom Einkommen.“ | „Die Ausgaben lösche ich vom Einkommen.“ | (Viitso, 1998, p. 144)                   |                                          |                        |

## Wortschatz
Deutlich mehr als andere finno-ugrische Sprachen hat das Estnische durch den Einfluss des Deutschen Ordens im Baltikum Lehnwörter aus dem Hochdeutschen und der Niederdeutschen Sprache übernommen, beispielsweise riik – Staat (vgl. finnisch valtakunta), müts – Mütze (vgl. finnisch lakki; aber myssy < schwed. mössa ~ dt. Mütze), käärid – Schere (vgl. finnisch sakset), vürts – Gewürz (vgl. finnisch mauste). Andere Entlehnungen aus dem Deutschen sind reisibüroo und reklaamibüroo. Die Zahl der Lehnwörter aus dem Deutschen wird auf 2000 geschätzt. Neben direkten Entlehnungen gibt es eine Reihe an deutschen Lehnübersetzungen, insbesondere bei Partikelverben. Auch gibt es etwa 350 aus dem Russischen entlehnte Wörter wie pirukad (vgl. russisch пирожки).
Ähnlich wie in einigen romanischen Sprachen (Spanisch, Portugiesisch) ist für das Estnische ein „st“ am Wortanfang untypisch, bei Entlehnungen werden (bzw. wurden) die betroffenen Wörter der estnischen Phonotaktik angepasst (z. B. tool (ndd. Stohl), tikk (eng. stick), tudeng (Student), torm (ndd. Storm)). Diese Erscheinung nimmt jedoch im Zulauf eines neueren fremdsprachlichen Wortschatzes ab: (z. B. staadion, staap usw.).
Bei Fremd- und Lehnwörtern wurden die Laute „b“, „d“ und „g“ der Ausgangssprache am Wortanfang zu „p“, „t“ und „k“: pruukima (ndd. bruken), püksid (ndd. Büx), piljard (Billard), kips (Gips).
Außer diesen Veränderungen am Wortanfang wurde früher das „f“ in ein „hv“ (gesprochen: chw) umgewandelt, z. B. „krahv“ (Graf) und „kohv“ (ndd. koffe). Die hv-Kombination wird aber gegenwärtig oft [f] ausgesprochen.

## Dialekte
Trotz der geringen Fläche Estlands von 45.227 km² (etwa die Fläche Niedersachsens) weist die estnische Sprache acht Dialekte (estn. murded) auf, die insgesamt etwa 117 Mundarten (estn. murrak, im Estnischen gebräuchlich als Bezeichnung für eine Untergruppe eines Dialekts) vereinen. Durch Leibeigenschaft und Fronsystem waren die estnischen Bauern in ihren Kirchspielen isoliert. Ihnen war es unmöglich, sich frei im Land zu bewegen. Die Sprache entwickelte sich folglich regional isoliert und mit unterschiedlichsten Tendenzen. Die größte Konkurrenz bestand jedoch stets zwischen der nordestnischen Dialektgruppe, die sich bei der Entwicklung der heutigen Standardsprache durchsetzte, und der Gruppe der südestnischen Dialekte. Während erstere durch Tallinn als politisches Zentrum von Bedeutung war, erlangte letztere durch Tartu als erste Universitätsstadt des Landes ebenfalls schriftsprachliche Bedeutung. Die starke Ausprägung dieser Dialektgruppen lässt sich durch die einstige Teilung des heutigen Estlands in Nordestland und Südestland erklären, wobei letzteres territorial dem früheren Livland angehörte.
Die acht Hauptdialekte werden in zwei Dialektgruppen eingeteilt (Nord- und Süd-Estnisch), wobei der Dialekt der Nordostküste sowie auch der Dialekt der Inseln im Westen des Landes diesen Gruppen nicht zugeordnet werden können:
Nordestnisch 
- West-Dialekt (estn. läänemurre)
- Zentral-Dialekt (estn. keskmurre)
- Ost-Dialekt (estn. idamurre)

Südestnisch (südlich von Tartu und Põltsamaa)
- Mulk-Dialekt (estn. Mulgi murre)
- Tartu-Dialekt (estn. Tartu murre)
- Võru-Dialekt (estn. Võru murre)
- Seto-Dialekt (estn. Setu murre)

Küstenestnisch (östlich von Tallinn entlang der Küste bis zur Grenzstadt Narva)
- Nordostküsten-Dialekt (estn. rannikumurre)

Inselestnisch
- Insel-Dialekt (estn. saarte murre)

## Sprachpolitik im 20. und 21. Jahrhundert
Geprägt wurde die Sprachpolitik Estlands im 20. und 21. Jahrhundert durch die Geschichte, in der das Land von Dänen, Schweden, Deutschen und Russen besetzt war. Vor allem die von 1721 bis 1918 währende Zeit Estlands als Teil der Ostseeprovinz des Russischen Reiches hinterließ ihre Spuren. So kam es während dieser Zeit zu einer ausgeprägten Russifizierung, die Nationalbewusstsein und Bestrebungen nach kultureller Autonomie unterbinden sollte.
Als das Land 1918 seine Unabhängigkeit erlangt hatte, folgte in sprachpolitischer Hinsicht ein bedeutender Wandel. Nachdem der bis 1920 andauernde Unabhängigkeitskrieg durch den Frieden von Tartu beendet worden war, erlangte zunächst jeder Einwohner die Staatsbürgerschaft der Republik Estland. Während dieser Zeit erlaubten es neu verabschiedete Gesetze ethnischen Minderheiten, ihre Kultur zu bewahren und auszuleben. 
Ein erneuter Wandel der Situation ging mit dem Zweiten Weltkrieg einher. Nachdem dieser beendet und Estland in die Sowjetunion eingegliedert war, sollte die Sprachpolitik erneut durch die sowjetische Besatzung bestimmt werden. So folgte eine Einführung eines nahezu selbstständigen und vom estnischen unabhängigen russischen Schulsystems und eine erneute Politik der Russifizierung. Letztere beinhaltete die Deportation mehrerer Zehntausend Esten und die Ansiedlung ethnischer Russen. So sank der Anteil der Esten an der Gesamtbevölkerung von 88 % vor Kriegsbeginn auf 61,5 % im Jahre 1989, während der Anteil der Bürger mit ostslawischen Muttersprachen im gleichen Zeitraum von 8,2 % auf 35,2 % stieg.
Nach der Wiedererlangung der Unabhängigkeit folgte 1991 eine neue Gesetzgebung, die – auch vor dem Hintergrund des Beitritts zur Europäischen Union und als Reaktion auf die Russifizierung der vergangenen Jahrzehnte – mehrfach überarbeitet wurde. Die Staatsbürgerschaft konnte nun nicht mehr automatisch erlangt werden. Vielmehr bestand für die Angehörigen vor allem der russischsprachigen Minderheit die Möglichkeit, entweder nach Russland zurückzukehren, die estnische Staatsbürgerschaft zu beantragen oder mit einer derzeit grundsätzlich ausgestellten unbeschränkten Aufenthaltsgenehmigung als Staatenlose im Land zu verweilen. Der Erwerb der Staatsbürgerschaft setzt Sprachkenntnisse auf dem Niveau B1 (Mittelstufe) des Gemeinsamen Europäischen Referenzrahmens für Sprachen voraus sowie das erfolgreiche Bestehen eines Tests zum Grundgesetz des Landes. Vor allem die Bedingung der Sprachbeherrschung wird sowohl von Angehörigen der Minderheit, die um das Russische als zweite Amtssprache bemüht sind, als auch von Amnesty International als diskriminierend beschrieben.
Mit dem Programm „Integration in der estnischen Gesellschaft 2000–2007“ (estnisch: Riiklik programm. Integratsioon Eesti ühiskonnas 2000–2007.) waren Ziele wie „sprachlich-kommunikative“, „rechtlich-politische“ und „sozialwirtschaftliche Integration“ angestrebt und verfolgt worden. Das Integrationshindernis Sprache sollte beseitigt werden. Mittlerweile muss an allen Schulen des Landes Estnisch unterrichtet werden, sodass bei Beendigung der Mittelstufe das Niveau B2 (Gute Mittelstufe) erreicht ist. Ferner gibt es für Erwachsene die Möglichkeit, kostenlose Sprachkurse zu belegen und ebenfalls kostenlos ihre Sprachkenntnisse zertifizieren zu lassen.
Ethnische Minderheiten genießen weiterhin weitreichende Rechte, und russischsprachige Schulen, an denen Estnisch als erste Fremdsprache gelehrt wird, werden vom Staat gefördert.
Die Bestrebungen der Regierung, möglichst viele der 2007 noch 130.000 Staatenlosen einzubürgern und die Kenntnis der estnischen Sprache zu verbreiten, führen nur langsam zu Ergebnissen. Jedoch ist festzustellen, dass 1989 etwa 67 % der Bevölkerung Estnisch beherrschten, 2008 aber bereits 82 %.